# Sterrhinae
De Sterrhinae zijn een onderfamilie van vlinders uit de familie van de spanners  (Geometridae). Er zijn zo'n 2800 soorten beschreven. Arthur Gardiner Butler beschreef de onderfamilie in 1881 oorspronkelijk als Idaeidae. Nadat Edward Meyrick in 1892 als eerste de term Sterrhinae hanteerde, werd die sindsdien frequenter gebruikt.

## Geslachtengroepen
- Cosymbiini
- Cyllopodini
- Rhodometrini
- Rhodostrophiini
- Scopulini
- Sterrhini
- Timandrini